# Jim Crawford
Pour les articles homonymes, voir Crawford.
Jim Crawford, né le 13 février 1948 à Dunfermline et mort le 6 août 2002 à Tierra Verde, est un pilote automobile britannique. Il a disputé deux courses du Championnat du monde de Formule 1 1978 en Grande-Bretagne et en Italie avec l'écurie Team Lotus ; son meilleur résultat en Formule 1 est une treizième place.

## Biographie
En 1975, Jim Crawford s'engage en Formule 1 avec l'écurie Team Lotus et dispute deux Grands Prix. Qualifié vingt-cinquième du Grand Prix de Grande-Bretagne, il abandonne sur accident au 28e tour. Au Grand Prix d'Italie, il se qualifie à nouveau vingt-cinquième et termine treizième, à six tours du vainqueur Clay Regazzoni.

## Résultats en championnat du monde deFormule 1
| Saison | Écurie                 | Châssis   | Moteur           | Pneus    | GP disputés | Points inscrits | Classement |
| ------ | ---------------------- | --------- | ---------------- | -------- | ----------- | --------------- | ---------- |
| 1975   | John Player Team Lotus | Lotus 72F | Ford-Cosworth V8 | Goodyear | 2           | 0               | Non classé |